# Change Your Position
Change Your Position ist das zweite Studioalbum der englischen Classic-Rock/Bluesrock-Band Tax the Heat. Das Album erschien am 9. März 2018 über Nuclear Blast.

## Entstehung
Die Band schrieb die neuen Lieder während der Tourneen seit der Veröffentlichung des Debütalbums Fed to the Lions im April 2016. Dabei wurden mehrere Demos aufgenommen, die sie in regelmäßigen Abständen an den Produzenten Evansson schickten. Die Band ließ sich durch die Musik und die Bands der sechziger Jahre, aber auch durch neuere Musik beeinflussen. Die Arbeiten am neuen Album wurden von den Todesfällen von David Bowie und Prince beeinflusst.
Aufgenommen wurde das Album erneut im Chairworks Studio in Castleford (Yorkshire). Einige weitere Aufnahmen wurden in Evanssons privaten Studio in Wiltshire aufgenommen. Die Musiker bestanden darauf, die Lieder live in einem Raum einzuspielen. Laut Sänger Alex Veale ging es der Band darum, „die Energie einzufangen“. Rockmusik sollte „nicht nur rein methodisch sein, sondern auch Gefühl enthalten“. Für die Lieder Money in the Bank und das Titellied Change Your Position wurden Musikvideos gedreht.

## Hintergrund
Der Albumtitel bezieht sich auf die turbulente gegenwärtige Situation der Welt und die Auswirkungen, die dies auf die Menschen hat. Laut Sänger Alex Veale beziehen sich die Texte auf die Spaltung der Gesellschaft und auf Menschen, die dies als Entschuldigung dafür nehmen, falsche Dinge zu tun und zu sagen. Die ersten beiden Zeilen des Titelliedes wurden von der Amtseinführung von Donald Trump zum Präsidenten der Vereinigten Staaten inspiriert. Veale befand sich im Fitnessstudio und auf allen Fernsehern lief die Zeremonie. Die beiden Zeilen fielen ihm spontan an.

„Der Track hält der Gesellschaft einen Spiegel vor und wendet sich an die Leute, die sich an Negativität und Feindseligkeit binden. Ihr müsst wirklich ändern, was ihr da tut! Wer andere Menschen immer für alles verantwortlich macht, sollte vielleicht erst mal selbst umdenken.“

Weitere Themen auf dem Album ist der Brexit. On the Run hingegen handelt von einer eskapischen Romanze. Cut Your Chains wurde einem Freund der Musiker inspiriert, der einen genderneutralen Lebensstil führt. Laut Veale geht es darum, frei zu sein und sein eigenes Ding zu machen.

## Rezeption
Für Lothar Gerber vom deutschen Magazin Metal Hammer bereichern Tax the Heat „mit ihrem charmanten Songs das Roster ihres Labels bereichern würden“ und stellte Vergleiche zu den White Stripes oder den Rival Sons her. Titel wie All That Medicine wären „richtig tanzbar“ und hätten eine „ansteckende Rhythmik“, wofür Gerber fünf von sieben Punkten vergab. Philipp Gravenhorst vom Onlinemagazin Metal.de hob die „hohe Hit-Dichte“ und das „Gespür des Quartetts für gute Melodien“ hervor. Das Album bietet „viele nette Songs zum mitsummen“ und hätte „ihren Platz im Auto mehr als verdient“.  Gravenhorst vergab acht von zehn Punkten. Für Holger Stratmann vom deutschen Magazin Rock Hard „spricht es für die Platte, dass die Konzentration, die Dichte und das Tempo hochgehalten und auch geschickt variiert wird“. Allerdings wären die Songs „nicht so außergewöhnlich, dass man Tax the Heat zur nächsten Rock-Sensation ausrufen müsste“. Stratmann vergab 6,5 von zehn Punkten.